# Kottingbrunn
Kottingbrunn é um município da Áustria localizado no distrito de Baden, no estado de Baixa Áustria.